# La quinta noche
 La quinta noche  es el decimotercer capítulo de la tercera temporada de la serie dramática El ala oeste.

## Argumento
El presidente hace llamar al Dr. Stanley Keyworth, psiquiatra que trató a Josh: le plantea que lleva 4 días sin dormir. El terapeuta, tras atenderlo durante dos horas, le dirá que es debido a un trauma psicológico: la turbulenta relación con su padre. Todo ha sido debido a la conversación que tuvo días atrás tras el viaje a Iowa con Toby.
Mientras, Sam le pide a la abogada republicana de la Casa Blanca Ainsley Hayes que analice una propuesta de ley para el pago de la deuda que mantienen los Estados Unidos con las Naciones Unidas. Hablando con ella le lanza un piropo que provocará la indignación de una secretaria temporal que está en ese momento en su departamento.
Por otro lado, Toby debe enfrentarse a su exmujer la congresista Andy Wyatt por un discurso que plantea una política dura contra el mundo islámico en el que se proclaman los valores americanos. Tras discutir con ella, aceptará revisarlo para hacerlo más “suave” con los intereses islámicos. 
Mientras C.J. debe intentar gestionar el rescate de un periodista que ha desaparecido en el Congo. Tras hablar con el agregado del país y tras unas horas de espera, atiende a su mujer en su despacho. Entre otras cosas, le dice que hará todo lo posible para traerlo, incluido la negociación con los grupos guerrilleros. Finalmente Josh le informa que ha sido asesinado en una emboscada y que se está tramitando la repatriación de su cuerpo.

## Curiosidades
- El Título del Episodio se refiere a las noches que lleva el Presidente sin dormir. La noche del inicio del episodio es la quinta.
- En la vida real, meses después del episodio, fue secuestrado en Pakistán el periodista del Wall Street Journal Daniel Pearl. Sus captores querían canjearlos por prisioneros de Guantánamo.

## Premios
- Nominación al Mejor Actor Principal para Martin Sheen (Premios Emmy)[1]
- Nominación al Mejor Actor de Reparto para Richard Schiff (Premios Emmy)[1]

## Enlaces
- Enlace al Imdb
- Guía del Episodio (en inglés)